# Вульфсон, Константин Семёнович
Константин Семёнович Вульфсон (1906—1988) — советский физик.

## Биография
Родился 6 апреля 1906 года. С 1930 года работал в ЛЭТИ имени В. И. Ульянова (Ленина).
Первые научные исследования посвящены изучению молекулярного рассеяния света в твердых телах. Затем занимался теорией чувствительности тепловых радиометров. С 1929 года в московском Всесоюзном электротехническом институте входил в состав группы профессора В. Л. Грановского по разработке методов теплопеленгации военных объектов (в 1941 году в составе этой группы был удостоен Сталинской премии).
С 1939 году приступил к изучению импульсного разряда и разработке первых отечественных импульсных источников света. Под его руководством был создан ряд оригинальных конструкций импульсных ламп и оптических приборов.
С 1951 года — во ВНИСИ. Наиболее значимые работы:
- Экспериментальное определение скорости света;
- Исследование и создание импульсных источников света (Вульфсон К. С., Либин И. Ш., Гуревич И. М.).

Доктор физико-математических наук, профессор.
Умер в 1988 году. Урна с прахом захоронена в колумбарии Донского кладбища.

## Награды и премии
- орден Трудового Красного Знамени (16 мая 1947)
- Сталинская премия II степени (14 марта 1941) — за изобретение нового типа теплопеленгатора